# 福建省建阳第一中学
- |  | 此條目需要擴充。 (2013年5月14日) 请協助改善这篇條目，更進一步的可能會在討論頁或扩充请求中找到。请在擴充條目後將此模板移除。 |

福建省建阳第一中学，简称“建阳第一中学” 或 “建阳一中”。

## 历史
建阳一中始创于1919年，校址在原南宋著名理学家朱熹聚徒讲学的"考亭书院"，原名"建阳第六国民学校"，后因后因战乱、经费困难停办。1941年恢复办校上课，学校更名为"建阳县立初级中学"。校园占地面积8万平方米，校舍建筑面积近5万平方米。现为独立高中校，47个教学班，分别是高一年段14个班级，学生630人；高二年段16个班级，学生733人；高三年段17个班级，学生803人。寄宿生604人。学校现有编内教职工总数214人，高级教师69人，一级教师102人；硕士研究生学历8人，教育硕士26人。
该校1978年被福建省人民政府定为全省首批办好的十六所重点中学之一，1993年被确认为省二级达标学校，2003年通过一级达标校省级验收，被确认为福建省普通中学一级达标学校。2008年12月22日通过“省一级达标高中”省级复查验收，重点培养高中学生，目前已停止招收初中学生。2018年6月，建阳一中未通过福建省教育厅一级达标学校复查，被降为二级达标学校。2022年2月晋升省一级达标学校